# 後免町駅
後免町駅（ごめんまちえき）は、高知県南国市大埇（おおそね）にある、とさでん交通後免線の路面電車停留場、ならびに土佐くろしお鉄道（TKT）ごめん・なはり線の駅である。
土佐くろしお鉄道の駅番号はGN39。

## 歴史
大正後期に、後の土佐電気鉄道安芸線後免町駅が設置され、その駅前に現在のとさでん交通後免線の後免町停留場が設置された。戦後、土佐電気鉄道安芸線が廃止され、平成に入ってから旧安芸線に並行する土佐くろしお鉄道ごめん・なはり線の後免町駅が設置された。
土佐電気鉄道がはりまや橋方面から順次路線を伸ばし、1911年（明治44年）に後免町停留場までの区間が開通し全通を達成した（ただし、当時の終点後免町は現在の後免東町停留場のことである）。この路線がとさでん交通後免線の前身である。
一方、1920年（大正9年）に創立の高知鉄道が、1924年（大正13年）に後免 - 手結（てい）間の鉄道路線を開業させた。これに合わせ、土佐電気鉄道は1925年（大正14年）に高知鉄道の駅前に延伸し、後免町駅前停留場（ごめんまちえきまえていりゅうじょう）を開業させた。これが現在の後免町停留場である。
高知鉄道の後免駅は翌1926年（大正15年）に、省線の後免駅まで路線が開通したのに合わせて後免町駅（ごめんまちえき）に改称している。
後免線は当初後免町駅前に乗り入れて安芸線と接続を行っていたが、1930年（昭和5年）からは軌道が延長されて駅構内にも乗り入れるようになり、土佐電気鉄道（当時の社名は土佐電気）と高知鉄道の路線は当駅で接続。その後、戦時中の交通統合により1941年（昭和16年）に高知鉄道が土佐電気の交通事業を譲受して土佐交通と社名を変更する。
戦後、土佐交通は合併により土佐電気鉄道に社名を再度変更。後免線と安芸線は土佐電気鉄道の路線となる。しかし安芸線は国鉄「阿佐西線」建設のため1974年（昭和49年）3月限りで廃止され、同線の後免町駅も廃止。代わって同年7月からは、後免線の停留場が後免町停留場と称するようになった。安芸線の廃止により、後免から安芸までを結ぶ鉄道路線はいったん消滅するが、2002年（平成14年）に阿佐西線を引き継いだ土佐くろしお鉄道阿佐線が開業したことで復活。同線の後免町駅はこの時の開業である。そして2014年（平成26年）には土佐電気鉄道が経営統合による会社分割により新会社とさでん交通となり、現在に至る。

### 年表
- 1924年（大正13年）12月8日：高知鉄道の後免 - 手結間（のちの安芸線）の開業により後免駅開業[1][4]。
- 1925年（大正14年）2月21日：土佐電気の後免東町通 - 後免町駅前間が開通、後免町駅前停留場が開業[1][4]。
- 1926年（大正15年）4月11日：高知鉄道の後免駅から省線の後免駅までが開通、高知鉄道の後免駅は後免町駅に改称[1]。
- 1930年（昭和5年）5月30日：後免線の軌道を延長し後免町駅構内に乗り入れ、土佐電気と高知鉄道の両路線が接続[1]。
- 1941年（昭和16年）
  - 7月10日：土佐電気が高知鉄道に合併[4]。後免町駅前停留場も高知鉄道の停留場となる。
  - 7月12日：高知鉄道が土佐交通に社名変更[1][4]。土佐交通の駅および停留場となる。
- 1948年（昭和23年）6月3日：土佐交通が土佐電気鉄道に社名変更[1]。土佐電気鉄道の駅および停留場となる。
- 1954年（昭和29年）7月5日：土佐電気鉄道の高知市内 - 安芸線直通運転を開始[1][6]。
- 1974年（昭和49年）
  - 4月1日：安芸線が廃止され、同線の後免町駅廃止[1][4]。
  - 7月26日：後免線の後免町駅前停留場が後免町停留場に改称[1][4]。
- 2002年（平成14年）7月1日：土佐くろしお鉄道ごめん・なはり線が開業、同線の後免町駅開業[4]。
- 2004年（平成16年）7月4日：土佐くろしお鉄道の駅に「ありがとう駅」の愛称付与[7]。
- 2014年（平成26年）10月1日：土佐電気鉄道が高知県交通・土佐電ドリームサービスと経営統合し、とさでん交通が発足[8]。土佐電気鉄道の停留場はとさでん交通に承継。

## 駅構造
とさでん交通の停留場と土佐くろしお鉄道の駅はやや離れていて、線路や駅舎はつながっていない。

### とさでん交通
路線図や時刻表では正式名称で記載されているが、行先表示器などでは平仮名で単に「ごめん」と表記される（伊野停留場と同様）。
土佐くろしお鉄道の駅の南方にある。ホームは2面あり、単線の軌道始端部を挟んで向かい合わせに設けられる。線路北側のホームが降車用、南側のホームが乗車用。ホームの隣には定期券等の発売窓口があり、「ローソン南国ごめん駅店」が併設されていて待合室からも出入りができる。2017年3月1日には、この店舗が600形電車の描かれたデザインにリニューアルした。
かつて安芸線につながっていた線路がなかばアスファルトに埋もれた形で一部残っていたが、新待合所建設に伴い完全に撤去された。安芸線の後免町駅には駅舎が存在し、後免線はその前に乗り入れていたため、駅舎は安芸線と後免線に挟まれるようにして建っていた。駅では両路線を乗り継ぐ客によって「乗り換え競走」が行われていたが、1954年（昭和29年）より後免線の路面電車が安芸線内に乗り入れて直通運転をするようになると、その光景も見られなくなっていった。駅舎は安芸線廃止後バス営業所として利用されていたが、1980年（昭和55年）に解体。その後周辺の再開発により後免線の停留場は移転を繰り返したが、現在は当初の位置に戻っている。

#### 後免車庫
隣の後免東町停留場との間で軌道は単線から複線になり、南に1本、北に2本留置線が並走する。これらの留置線はかつての後免車庫。2011年（平成23年）12月現在で14両が滞泊を行っているが、運行ダイヤの見直しにより10両とする計画が提示されていた。

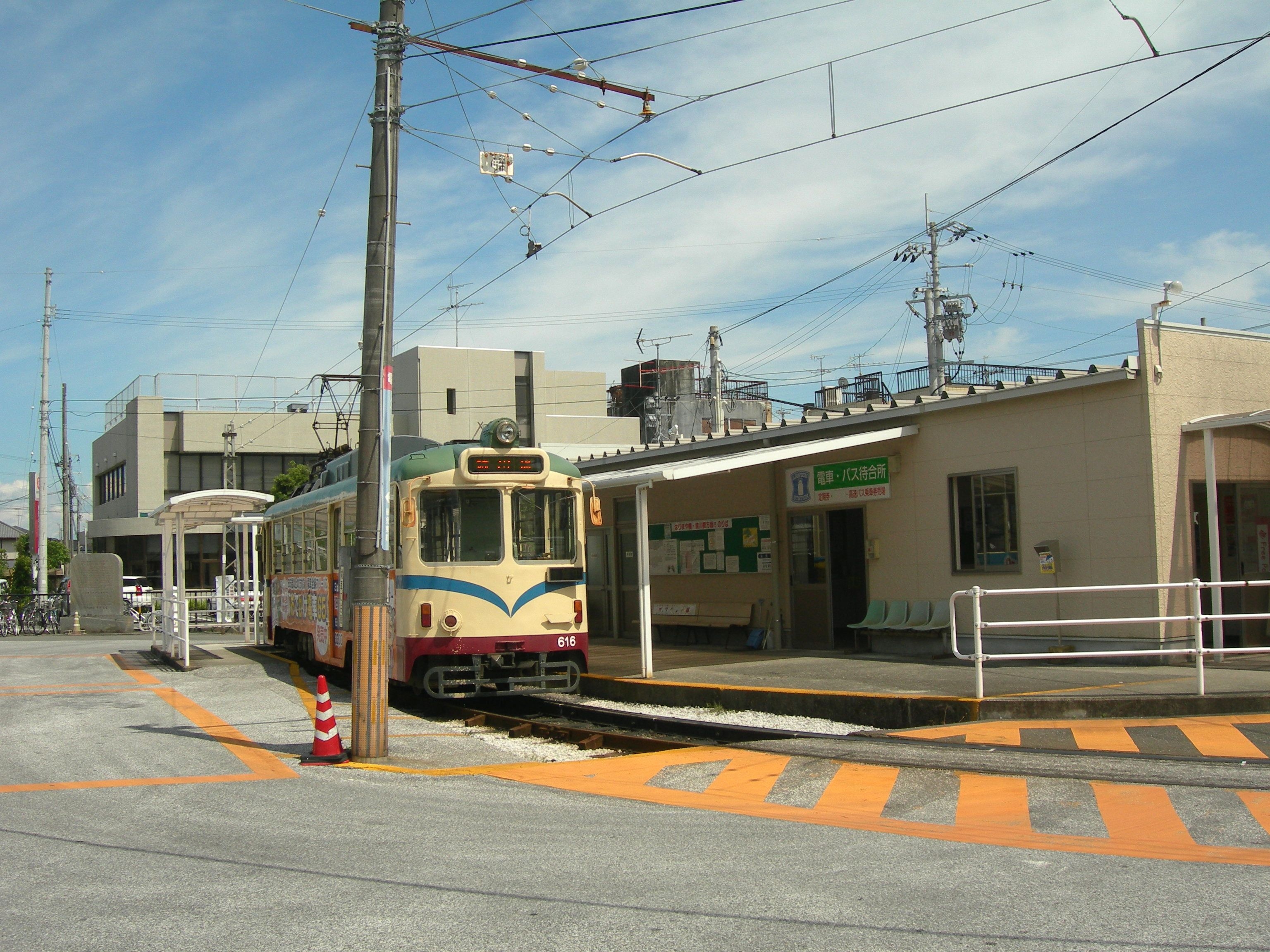
ホーム（2010年5月）
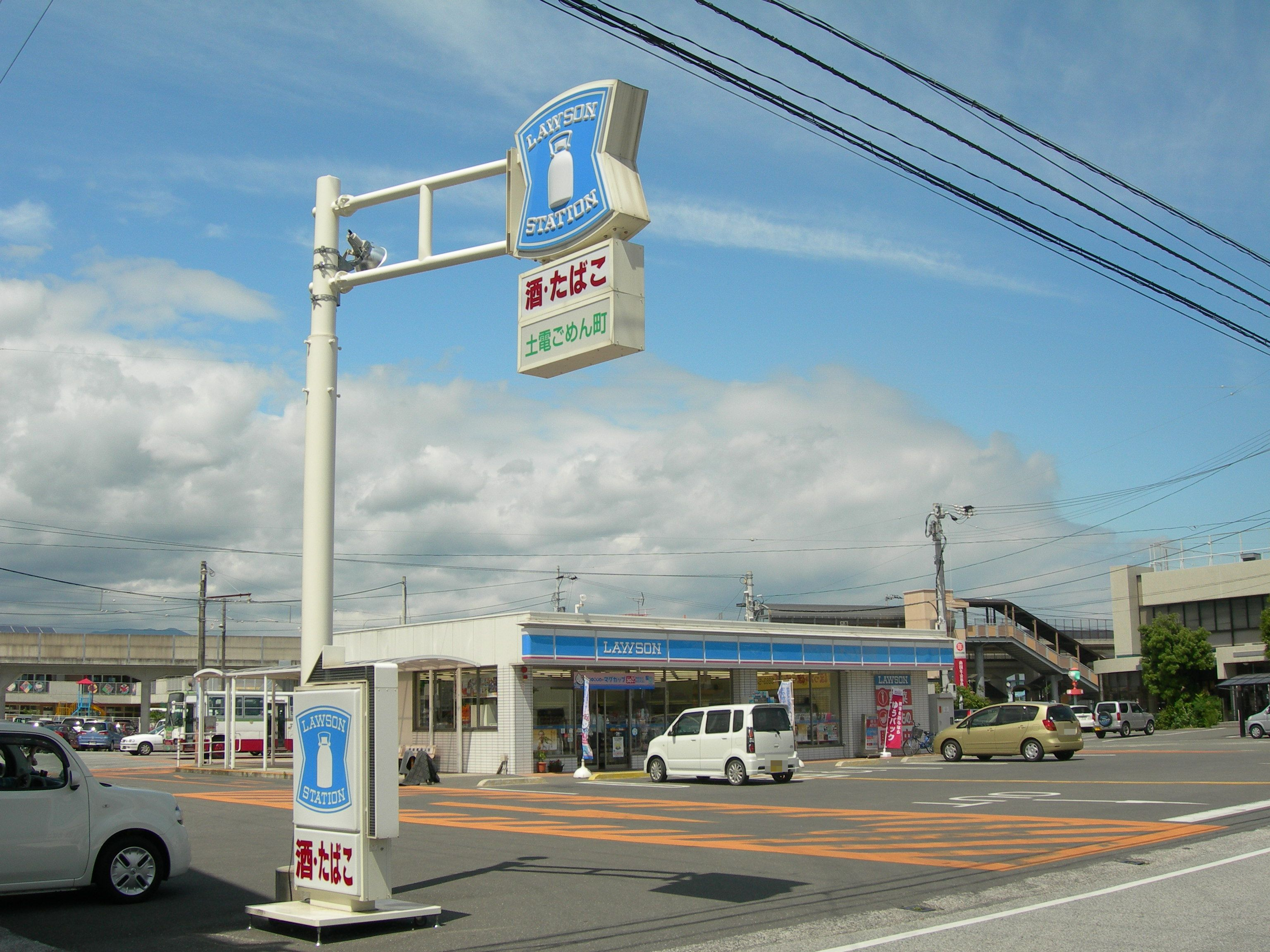
併設されているローソン南国ごめん町駅店（改装前、2010年5月）
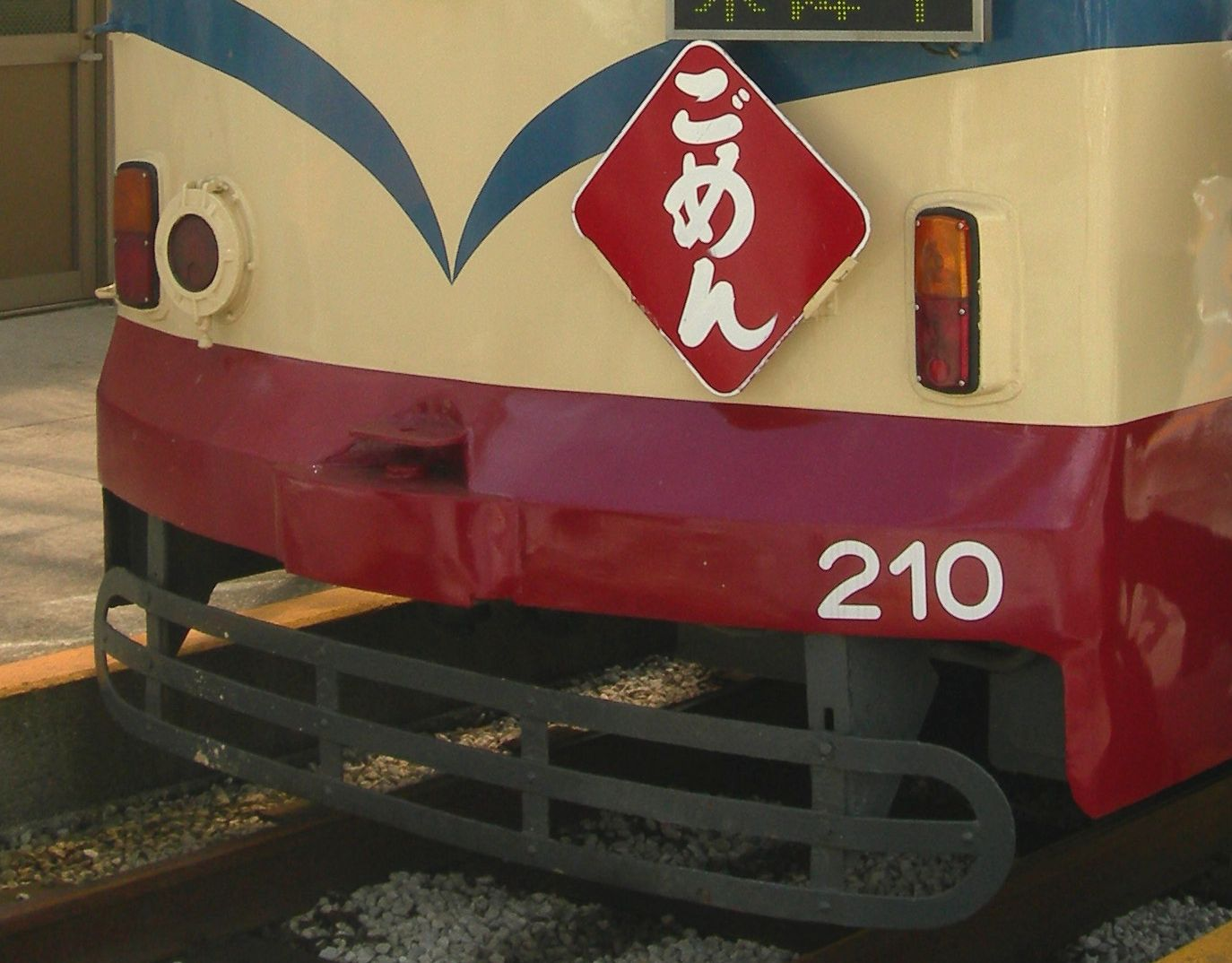
「ごめん」方向板（2010年5月）
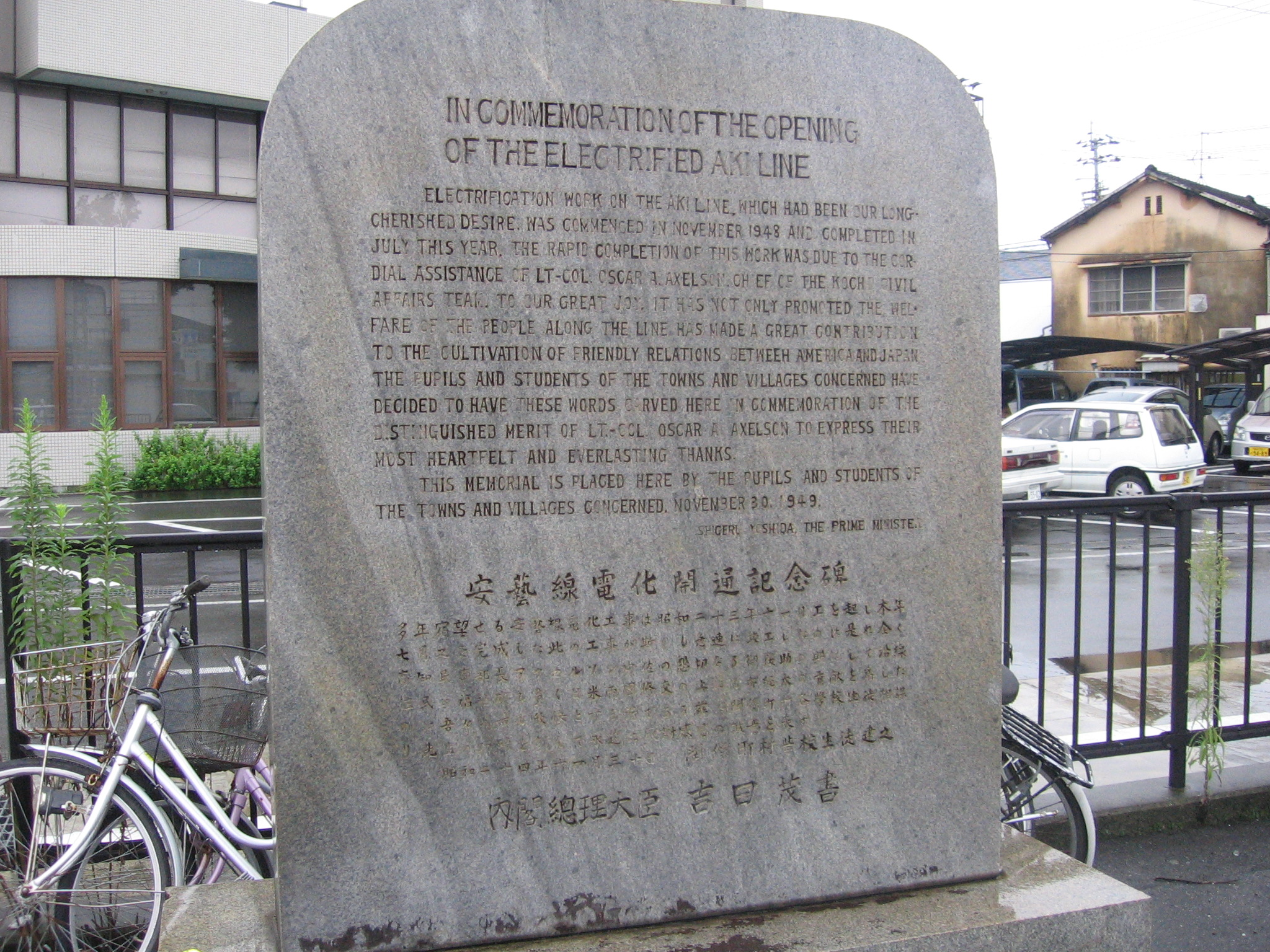
吉田茂起草の安芸線の電化完成記念碑（2006年9月）

### 土佐くろしお鉄道
高架橋上にホームが設けられる高架駅。ホームは単線の線路の南側（安芸方面に向かって右側）に1面のみの単式ホームである。駅舎は設置されず、地上とホームはエレベーターで往復可能。トイレもある。駅員は配置されていない。

#### ありがとう駅
2004年からは「ありがとう駅」の愛称が付けられている。発案は後免町で幼少期を過ごし、ごめん・なはり線のイメージキャラクターをデザインした漫画家やなせたかし。駅名が後免駅と紛らわしく、「ごめん」に対して「ありがとう」とすれば響きがよいというやなせの提案を受け南国市が意見を募ったところ、好意的な意見が多く寄せられたことから愛称に採用した。
駅にはやなせ本人がデザインした看板が設置され、ごめん・なはり線開業2周年を記念した2004年7月4日に除幕式が行なわれた。

#### イメージキャラクター

ごめん まちこさん

名称は「ごめん まちこさん」。赤い帽子・服・長靴姿で、緑の髪をもつ色白の女の子である。駅が南国市の中心部近くに位置することから、都会風のいでたちとなっている。
このキャラクターのモニュメントは駅前広場に設置されている。

## 利用状況
- 土佐くろしお鉄道

1日の平均乗降人員は以下の通りである。
| 乗降人員推移 | 乗降人員推移 |
| 年度         | 1日平均人数  |
| ------------ | ------------ |
| 2011年       | 362          |
| 2012年       | 321          |
| 2013年       | 314          |
| 2014年       | 338          |
| 2015年       | 352          |
| 2016年       | 323          |
| 2017年       | 306          |
| 2018年       | 265          |

## 駅周辺
はらたいらと世界のオルゴールの館が近くにあったが、2004年12月30日に閉館した。建物は取り壊され、跡地は現在パークアンドライド用の駐車場となっている。
- 南国市立後免野田小学校
- 日本年金機構 南国年金事務所
- 四国調剤薬局南国店
- やなせたかしロード
- 大徳寺

## バス路線

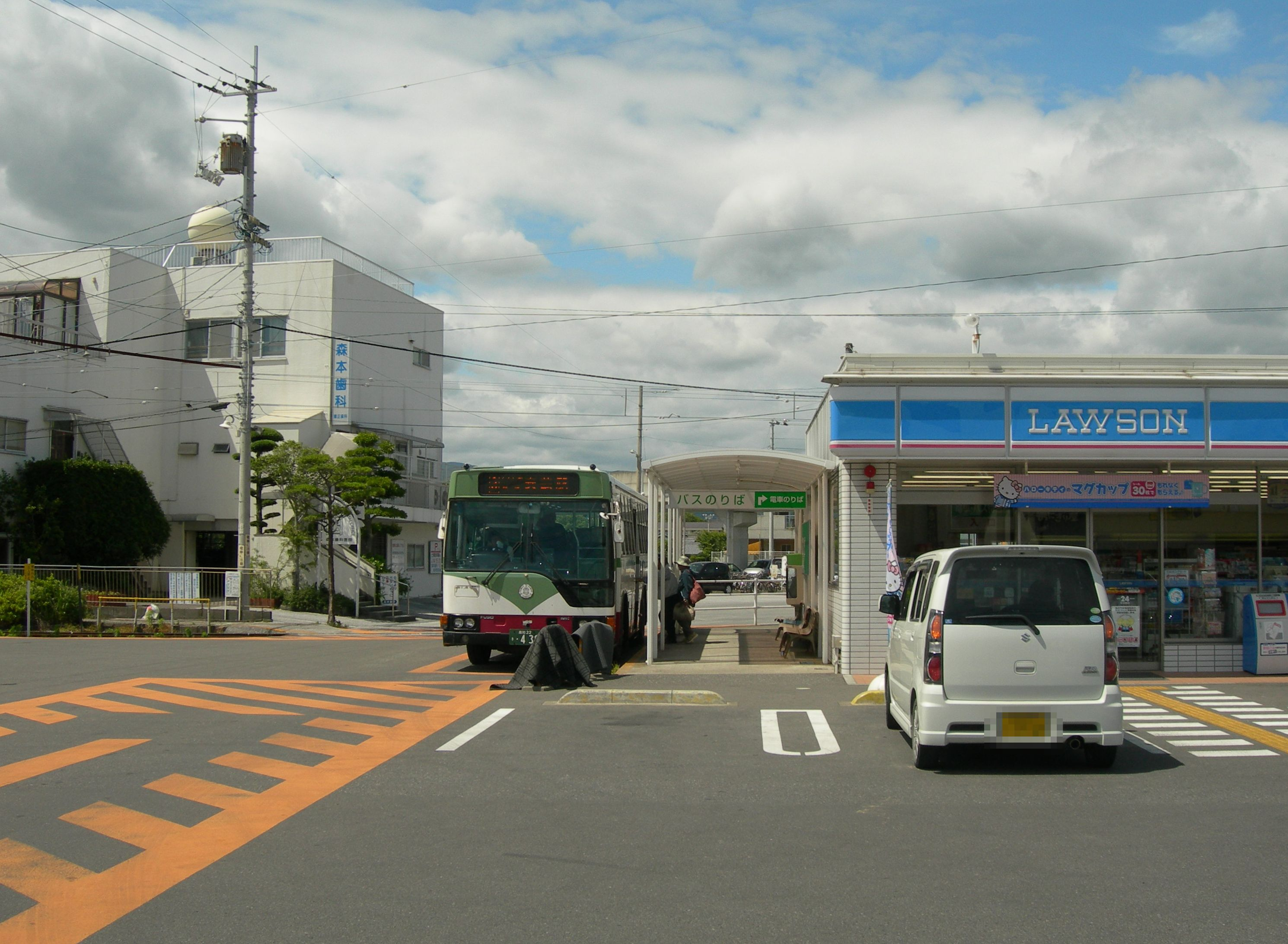
バスターミナル（2010年5月）

「後免町」バス停留所があり、以下の路線が乗り入れる。
| 系統 | 主要経由地                                   | 行先             | 運行会社                           | 備考 |
| ---- | -------------------------------------------- | ---------------- | ---------------------------------- | ---- |
| L1   | 野市龍河洞通、夜須駅                         | 安芸駅           | 高知東部交通                       |      |
| C1   | 小篭通、JA高知病院、南国バイパス、はりまや橋 | 県庁前           | 高知東部交通                       |      |
| T1   | 小篭通、JA高知病院、南国バイパス、はりまや橋 | 桟橋車庫         | 高知東部交通                       |      |
|      | ふれあいセンター前、田村                     | 前浜             | 南国市コミュニティバス「NACOバス」 |      |
|      | 小篭通、JA高知病院、大津バイパス             | 医大病院         | 南国市コミュニティバス「NACOバス」 |      |
|      | 篠原南                                       | JA高知病院       | 南国市コミュニティバス「NACOバス」 |      |
|      | 後免駅前、へんろ石、領石                     | 植田             | 南国市コミュニティバス「NACOバス」 |      |
|      | 後免駅前、元町                               | JA高知病院       | 南国市コミュニティバス「NACOバス」 |      |
|      | 里改田、十市バイパス、前浜                   | 久枝             | 南国市コミュニティバス「NACOバス」 |      |
|      | 里改田、浜改田、前浜                         | 久枝             | 南国市コミュニティバス「NACOバス」 |      |
|      | 里改田、十市バイパス                         | 高知医療センター | 南国市コミュニティバス「NACOバス」 |      |
|      | 里改田、十市バイパス                         | 緑ヶ丘三丁目     | 南国市コミュニティバス「NACOバス」 |      |

なお、かつては高知龍馬空港へ向かうバスの運行があった。

## 隣の駅
とさでん交通
後免線
後免町停留場 - 後免東町停留場
土佐くろしお鉄道
■ごめん・なはり線
■快速
後免駅 (GN40) - 後免町駅 (GN39) - のいち駅 (GN37)
■普通
後免駅 (GN40) - 後免町駅 (GN39) - 立田駅 (GN38)

### かつて存在した路線
土佐電気鉄道
安芸線
後免駅 - 後免町駅 - 立田駅